# Cetuksymab
Cetuksymab (INN: Cetuximab, IMC-C225, Erbitux ATC L01X C06) – jest chimerycznym przeciwciałem monoklonalnym IgG1, uzyskanym z linii komórkowych ssaków (Sp2/0) metodą rekombinacji DNA.

## Wskazania
Jest wskazany w leczeniu pacjentów z przerzutującym rakiem jelita grubego, wykazującym ekspresję receptora nabłonkowego czynnika wzrostu (EGFR) u pacjentów bez mutacji KRAS/NRAS:
- w skojarzeniu z chemioterapią,
- w monoterapii u pacjentów po niepowodzeniu leczenia oksaliplatyną i irynotekanem, i u których występuje nietolerancja irynotekanu.

Cetuksymab też jest wskazany w leczeniu pacjentów z rakiem płaskonabłonkowym w obrębie głowy i szyi:
- w skojarzeniu z radioterapią w miejscowo zaawansowanej chorobie,
- w skojarzeniu z chemioterapią opartą na platynie w chorobie nawracającej i (lub) z przerzutami[1].

## Mechanizm działania
Cetuksymab jest chimerycznym przeciwciałem monoklonalnym IgG1 skierowanym swoiście przeciwko receptorowi nabłonkowego czynnika wzrostu (EGFR). Szlaki sygnałów przekazywanych przez EGFR związane są z kontrolą przeżycia komórek, progresją cyklu komórkowego, angiogenezą, migracją komórek i inwazją komórkową/przerzutowaniem. Cetuksymab wiąże się z EGFR z powinowactwem od około 5- do 10 razy silniejszym niż jego endogenne ligandy. Cetuksymab blokuje wiązanie endogennych ligandów EGFR, powodując zahamowanie czynności receptora. Powoduje to internalizację EGFR i może prowadzić do zmniejszenia ekspresji EGFR. Cetuksymab działa również na efektorowe komórki cytotoksyczne układu immunologicznego, ukierunkowując je na komórki wykazujące ekspresję EGFR (cytotoksyczność komórkowa zależna od przeciwciał; ang. Antibody dependent cell-mediated cytotoxicity, ADCC). Cetuksymab nie wiąże się z innymi receptorami należącymi do rodziny HER. Produkt białkowy protoonkogenu KRAS (ang. Kirsten rat sarcoma 2 viral oncogene homologue) jest centralnym czynnikiem przekazującym sygnał EGFR w dół szlaku sygnałowego. W przypadku nowotworów aktywacja KRAS przez EGFR przyczynia się za pośrednictwem EGFR do zwiększenia proliferacji, przeżycia i wytwarzania czynników pro-angiogennych. KRAS jest jednym z najczęściej aktywowanych onkogenów w raku występującym u ludzi. Mutacje genu KRAS w określonych miejscach, tzw. „hot-spot” (głównie kodonach 12 i 13), prowadzą do konstytutywnej aktywacji białka KRAS, niezależnie od sygnałów przekazywanych przez EGFR.

## Dalsze badania kliniczne
Wyniki metaanalizy, obejmującej 4 badania (2018 pacjentów), przedstawionej 22 września 2009 roku na kongresie onkologicznym ECCO 15 – ESMO 34 wykazały skuteczność cetuksymabu w leczeniu raka niedrobnokomórkowego płuc. U pacjentów otrzymujących cetuksymab ryzyko śmierci w trakcie kolejnych 3 lat od leczenia było mniejsze o 13% w porównaniu z pacjentami, którzy otrzymywali tylko chemioterapię. Ponadto cetuksymab wydłużył czas do progresji choroby o 10% oraz o 48% zwiększył szansę na obkurczenie się guzów nowotworowych.
Aktualnie (2010 r.) trwają dalsze badania cetuksymabu w raku płuca:
- Trial With Cetuximab in Maintenance Therapy After Platinum Based Chemotherapy in First Line Treatment of Non-small Cell Lung Cancer (NSCLC) (NEXT), [w:] ClinicalTrials.gov [online], National Institutes of Health, NCT00820755 (ang.).
- Erbitux in Combination With Xeloda and Cisplatin in Advanced Esophago-gastric Cancer (EXPAND), [w:] ClinicalTrials.gov [online], National Institutes of Health, NCT00678535 (ang.).
- Docetaxel or Pemetrexed With or Without Cetuximab in Patients With Recurrent or Progressive Non-Small Cell Lung Cancer, [w:] ClinicalTrials.gov [online], National Institutes of Health, NCT00095199 (ang.).

## Częste działania niepożądane
Głównymi działaniami niepożądanymi cetuksymabu są reakcje skórne, które występują u ponad 80% pacjentów, hipomagnezemia, która występuje u ponad 10% pacjentów i reakcje związane z podaniem wlewu dożylnego, które występują z łagodnymi lub umiarkowanymi objawami u ponad 10% pacjentów i z ciężkimi objawami u ponad 1% pacjentów.
Ponadto:
- limfopenia
- tachykardia
- bóle brzucha
- nudności
- wymioty
- biegunka
- gorączka
- zmęczenie
- dreszcze